# Hadrotes crassus
Hadrotes crassus is een keversoort uit de familie van de kortschildkevers (Staphylinidae). De wetenschappelijke naam van de soort is voor het eerst geldig gepubliceerd in 1846 door Carl Gustaf Mannerheim.